# Mai 2008 en sport

## Vendredi2 mai2008
- Basket-ball : demi-finales du Final Four de l'Euroligue 2007-2008 :
  - Montepaschi Sienne  85–93  Maccabi Tel-Aviv
  - TAU Vitoria  79–83  CSKA Moscou
- Hockey sur glace : Championnat du monde 2008, tour préliminaire :
  -  Canada 5 – 1  Slovénie (1-0, 3-1, 1-0)
  -  États-Unis 4 – 0  Lettonie (1-0, 1-0, 2-0)
  -  Danemark 2 – 5  Tchéquie (2-2, 0-2, 0-1)
  -  Russie 7 – 1  Italie (1-0, 5-0, 1-1)

## Samedi3 mai2008
- Hockey sur glace : Championnat du monde 2008, tour préliminaire :
  -  Biélorussie 5 - 6  Suède (1-2, 3-2, 1-2)
  -  Allemagne 1 - 5  Finlande (0-0, 1-2, 0-3)
  -  Suisse 4 - 1  France (2-0, 1-1, 1-0)
  -  Slovaquie 5 - 1  Norvège (1-0, 2-1, 2-0)

## Dimanche4 mai2008
- Basket-ball : Final Four de l'Euroligue 2007-2008 :
  - Finale : Maccabi Tel-Aviv  77–91  CSKA Moscou
  - 3e place : Montepaschi Sienne  97-93  TAU Vitoria
- Hockey sur glace : Championnat du monde 2008, tour préliminaire :
  -  Tchéquie 4 - 5  Russie (2 - 2, 1 - 1 , 1 - 1 , 0 - 1)
  -  Lettonie 0 - 7  Canada (0 - 3, 0 - 4 , 0 - 0)
  -  Italie 2 - 6  Danemark (0 - 3, 1 - 1 , 1 - 2)
  -  États-Unis 5 - 1  Slovénie (1 - 0, 2 - 1 , 2 - 0)

## Lundi5 mai2008
- Hockey sur glace : Championnat du monde 2008, tour préliminaire :
  -  Suisse 2 - 1  Biélorussie (1-0, 1-1, 0-0)
  -  Finlande 3 - 2  Norvège (2-2, 0-0, 0-0, 1-0)
  -  Suède 9 - 0  France (0-0, 4-0, 5-0)
  -  Slovaquie 2 - 4  Allemagne (0-2, 1-1, 1-1)

## Mardi6 mai2008
- Hockey sur glace : Championnat du monde 2008, tour préliminaire :
  -  Russie 4 - 1  Danemark (1-0, 2-0, 1-1)
  -  Canada 5 - 4  États-Unis (2-0, 1-2, 2-2)
  -  Tchéquie 7 - 2  Italie (2-2, 4-0, 1-0)
  -  Slovénie 0 - 3  Lettonie (0-0, 0-2, 0-1)

## Mercredi7 mai2008
- Hockey sur glace : Championnat du monde 2008, tour préliminaire :
  -  Suède 2 - 4  Suisse (1-2, 0-0, 1-2)
  -  Finlande 3 - 2  Slovaquie (2-2, 1-0, 0-0)
  -  France 1 - 3  Biélorussie (1-1, 0-1, 0-1)
  -  Norvège 3 - 2  Allemagne (0-1, 1-1, 2-0)

## Jeudi8 mai2008
- Hockey sur glace : Championnat du monde 2008, tour qualificatif :
  -  Suède 8 - 1  Danemark (2-0, 2-0, 4-1)
  -  Canada 2 - 1  Norvège (1-0, 0-1, 1-0)
  -  Suisse 0 - 5  Tchéquie (0-1, 0-3, 0-1)
  -  États-Unis 6 - 4  Allemagne (3-2, 1-1, 2-1)

- gymnastique artistique masculine : début du Championnats d'Europe de gymnastique artistique masculine 2008.

## Vendredi9 mai2008
- Hockey sur glace : Championnat du monde 2008, tours qualificatif et de relégation :
  -  Finlande 2 - 1  Lettonie (0-1, 1-0, 1-0)
  -  Russie 4 - 3  Biélorussie (0-2, 1-0, 2-1, 0-0, 1-0)
  -  Slovénie 1 - 5  Slovaquie (0-1, 1-4, 0-0)
  -  France 3 - 2  Italie (1-1, 1-0, 1-1)

## Samedi10 mai2008
- Hockey sur glace : Championnat du monde 2008, tours qualificatif et de relégation :
  -  Tchéquie 3 - 2  Biélorussie (0-1, 1-0, 1-1 , 0-0, 1-0)
  -  Allemagne 1 - 10  Canada (0-4, 0-5, 1- 1)
  -  Russie 3 - 2  Suède (0-1, 1-1, 2- 0)
  -  Slovaquie 4 - 3  Slovénie (1-0, 2-2, 0- 1, 0-0, 1-0)
  -  Italie 4 - 6  France (1-2, 1-1, 2- 3)

## Dimanche11 mai2008
- Formule 1 : Felipe Massa remporte le Grand Prix de Turquie pour la troisième année consécutive. Le Brésilien de la Scuderia Ferrari s'impose devant Lewis Hamilton (McLaren-Mercedes) et l'autre Ferrari de Kimi Räikkönen, qui conserve la tête du championnat du monde des pilotes.
- Hockey sur glace : Championnat du monde 2008, tour qualificatif :
  -  Norvège 1 - 4  Lettonie (1-2, 0-1, 0-1)
  -  Danemark 2 - 7  Suisse (0-2, 0-3, 2- 2)
  -  Finlande 3 - 2  États-Unis (0-0, 0-2, 3- 0)
  -  Suède 5 - 3  Tchéquie (0-0, 2-2, 3- 1)

## Lundi12 mai2008
- Hockey sur glace : Championnat du monde 2008, tour qualificatif :
  -  États-Unis 9 - 1  Norvège (3-0, 3-1, 3-0)
  -  Suisse 3 - 5  Russie (0-3, 0-1, 3-1)
  -  Canada 6 - 3  Finlande (2-1, 2-0, 2-2)
  -  Biélorussie 2 - 3  Danemark (0-0, 0-1, 2-1, 0-1)
  -  Lettonie 3 - 5  Allemagne (1-1, 2-1, 0-3 )

## Mercredi14 mai2008
- Football, Coupe UEFA, finale :
  - Zénith St-Pétersbourg  2-0  Glasgow Rangers
- Hockey sur glace : Championnat du monde 2008, quarts de finale :
  -  Tchéquie 2 - 3  Suède (0-0, 1-1, 1-1, 0- 1)
  -  Norvège 2 - 8  Canada (1-2, 1-3, 0-3)
  -  Russie 6 - 0  Suisse (3-0, 3-0, 0-0)
  -  États-Unis 2 - 3  Finlande (0-1, 0-1, 2-0, 0-1)
- Tennis : Justine Henin, l'actuelle n° 1 mondiale, annonce, au cours d'une conférence de presse, la fin effective de sa carrière sportive (Le Soir du 14 mai 2008)

## Vendredi16 mai2008
- Hockey sur glace : Championnat du monde 2008, demi-finales :
  -  Russie 4 - 0  Finlande (1-0, 1-0, 2-0)
  -  Canada 5 - 4  Suède (1-1, 4-2, 0-1)

## Samedi17 mai2008
- Football : Championnat de Belgique de football : L'Assemblée Générale de l’Union belge de football a définitivement approuvé la réforme de la première division nationale. À partir de la saison 2009-2010, elle prévoit un championnat de division 1 a seize équipes au lieu de dix-huit actuellement, qui se terminera par des play-offs (Article sur le site levif.be)
- Hockey sur glace : Championnat du monde 2008, petite-finale :
  -  Finlande 4 - 0  Suède (2-0, 0-0, 2-0)

## Dimanche18 mai2008
- Hockey sur glace :
  - L'équipe de la  Russie remporte le Championnat du monde de hockey sur glace 2008 lors d'une finale les confrontant au club hôte, le  Canada. La partie, remportée 5-4 en prolongation, fut disputée devant une salle comble au Colisée Pepsi dans la ville de Québec.
  - En conférence Est de la Coupe Stanley, les Penguins de Pittsburgh deviennent champion en disposant des Flyers de Philadelphie 4 matchs à 1.
- Moto : Valentino Rossi remporte le Grand Prix de France, devançant Jorge Lorenzo et Colin Edwards. Il signe là sa 90e victoire de sa carrière et rejoint Angel Nieto à la deuxième place du classement des pilotes, en nombre de victoires, le 1er étant Giacomo Agostini.
- Rallye : À l'occasion du Rallye de Sardaigne, le Français Sébastien Loeb (Citroën C4 WRC) décroche le quarantième succès de sa carrière en championnat du monde des rallyes. Il s'impose devant les Ford Focus des Finlandais Mikko Hirvonen et Jari-Matti Latvala. Au classement du championnat du monde 2008, Hirvonen conserve 3 points d'avance sur Loeb.

## Lundi19 mai2008
- Hockey sur glace : en LNH, Les Red Wings de Détroit sont champion de la conférence Ouest et éliminent les Stars de Dallas au 6e match.
- Rugby à XV : le Murrayfield Stadium a été choisi afin d'accueillir la finale de la Coupe d'Europe 2008-2009, le 23 ou le 24 mai 2009 (Brève sur le site lequipe.fr).

## Samedi24 mai2008
- Hockey sur glace : en finale de la coupe Stanley, les Red Wings de Détroit remportent le premier match face aux Penguins de Pittsburgh 4-0.
- Rugby à XV : au Millennium Stadium de Cardiff (Pays de Galles), le Stade toulousain s'incline en finale de la coupe d'Europe face à la province irlandaise du Munster sur le score de 13-16.
- Coupe de France : l'Olympique lyonnais est vainqueur 1-0 contre le PSG, but de Sidney Govou, en prolongation à la 102e minute. Lyon réalise donc le doublé Championnat de France / Coupe de France. Le trophée des champions opposera donc Lyon au second du championnat Bordeaux.

## Dimanche25 mai2008
- Formule 1 : Lewis Hamilton (McLaren-Mercedes) remporte le Grand Prix de Monaco devant Robert Kubica (BMW Sauber) et Felipe Massa (Ferrari). Grâce à ce succès, le pilote britannique reprend la tête du championnat du monde à Kimi Räikkönen, arrivé seulement 9e en Principauté.
- IndyCar Series : au volant de sa Dallara-Honda du Chip Ganassi Racing, le pilote néo-zélandais Scott Dixon remporte la 92e édition des 500 miles d'Indianapolis.

## Lundi26 mai2008
- Hockey sur glace, finale de la coupe Stanley : les Red Wings de Détroit mènent la série 2 à 0, après leur victoire 3 à 0 face aux Penguins de Pittsburgh.

## Mercredi28 mai2008
- Hockey sur glace, finale de la coupe Stanley : Les Penguins de Pittsburgh remportent leur 1er match dans la série, à domicile face aux Red Wings de Détroit. ils s'imposent 3-2 (2 buts de Sidney Crosby, 1 de Adam Hall) pour remonter la série 2 à 1.

## Samedi31 mai2008
- Hockey sur glace, finale de la coupe Stanley : les Penguins de Pittsburgh sont défaits 2-1 à domicile par les Red Wings de Détroit. Ces derniers mènent la série 3 à 1 et ne sont plus qu'à une victoire du titre.

## Principaux rendez-vous sportifs du mois de mai 2008
- 28 avril au 4 mai, Tennis : tournois ATP de Barcelone (Espagne), Munich (Allemagne), Tournois WTA de Varsovie (Pologne), Fès (Maroc).
- 29 avril au 4 mai, Cyclisme sur route : Tour de Romandie.
- 30 avril au 3 mai, Squash : Championnat d'Europe par équipes.
- 1er mai, Football: Coupe de l'UEFA (demi-finales retour).
- 2 au 4 mai :
  - Basket-ball : Finale à 4 de l'Euroligue messieurs à Madrid.
  - Karaté : Championnats d'Europe à Tallinn.
- 2 au 18 mai : Hockey sur glace : Championnat du monde au Canada.
- 4 mai Moto : Grand Prix de Chine de vitesse à Shanghai.
- 4 au 11 mai, Sports équestres : CSIO de La Baule.
- 5 au 11 mai, Tennis : Tournoi ATP de Rome (Italie), Tournois WTA de Berlin (Allemagne), Prague (République tchèque).
- 8 au 11 mai, Gymnastique artistique : Championnats d'Europe masculins à Lausanne.
- 9 au 11 mai, Canoë-kayak : Championnats d'Europe de slalom à Cracovie.
- 10 mai, Triathlon : Championnats d'Europe à Lisbonne.
- 10 ou 11 mai, Handball : Coupes européennes masculines (finales retour).
- 10 mai au 1er juin, Cyclisme sur route : Tour d'Italie.
- 11 mai :
  - Formule 1 : Grand Prix de Turquie à Istanbul.
  - Sport automobile : 1 000 kilomètres de Spa.
  - Football : 38e et dernière journée du Championnat d'Angleterre de Premier League.
  - Football : 38e et dernière journée du Championnat d'Italie de Serie A.
- 12 au 17 mai, Tir à l'arc : Championnats d'Europe à Vittel.
- 12 au 18 mai, Tennis : Tournoi ATP de Hambourg (Allemagne), Tournoi WTA de Rome (Italie).
- 14 mai, Football : Finale de la Coupe UEFA à Manchester.
- 16 au 18 mai, Rallye : Rallye de Sardaigne.
- 17 mai :
  - Football : 38e et dernière journée du Championnat de France de Ligue 1.
  - Football : 34e et dernière journée du Championnat d'Allemagne de Bundesliga.
  - Football : Finale de la FA Cup à Wembley.
- 18 mai :
  - Football : 38e et dernière journée du Championnat d'Espagne de Primera Liga.
  - Moto : Grand Prix de France de vitesse au Mans.
- 19 au 25 mai :
  - Cyclisme sur route : Tour de Catalogne.
  - Tennis : Tournois ATP de Poertschach (Autriche), Casablanca (Maroc), Tournois WTA de Strasbourg (France), Istanbul (Turquie).
- 21 mai, Football : Finale de la Ligue des champions à Moscou.
- 22 au 25 mai Sports équestres : CSIO de Rome.
- 24 mai :
  - Football : Finale de la Coupe de France au Stade de France.
  - Rugby à XV : Finale de la Coupe d'Europe à Cardiff.
- 25 mai :
  - Formule 1 : Grand Prix de Monaco de F1.
  - Sport automobile : 500 miles d'Indianapolis.
- 26 mai au 8 juin, Tennis : Internationaux de France de tennis.
- 29 mai au 1er juin :
  - Rallye : Rallye de l'Acropole.
  - Sports équestres : CSIO de Saint-Gall.